# 57 mm automatkanon m/47

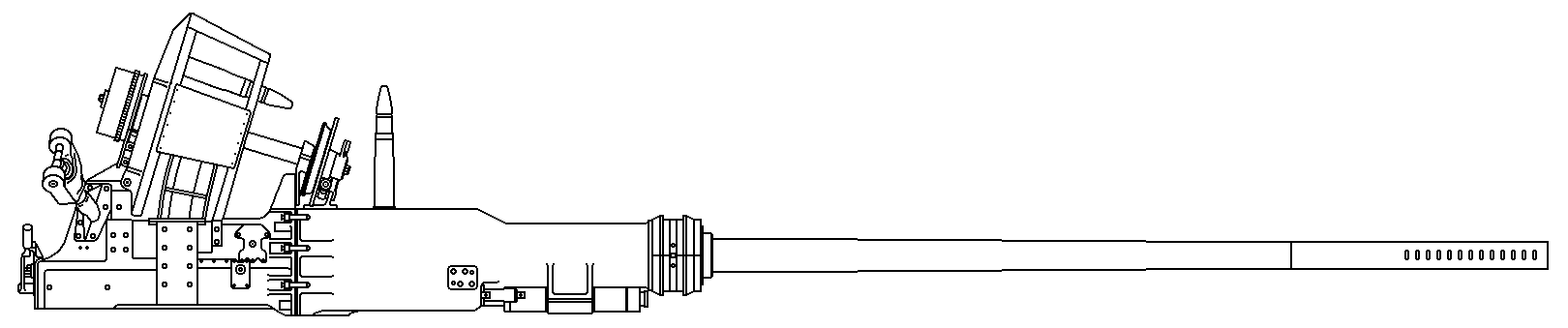
Linjeritning av 57 mm automatkanon m/47.

57 mm automatkanon m/47 (militärförkortning: 57 mm akan m/47) eller Bofors 57 mm flygplanautomatkanon L/50, var en svensk flygplansautomatkanon utvecklad och tillverkad av Bofors för SAABs torpedflygplan T 18 på beställning av Kungliga flygförvaltningen under 1940-talets andra hälft. Vapnet var konstruerat för att fungera som ett lastalternativ för T 18B och monterades därför i dess bombrum. Montering in eller ur bombrum tog mindre än 2 timmar.
57 mm akan m/47 hade mycket hög eldhastighet för sin kaliber men kunde på grund av en mycket effektiv mynningsbroms skjuta med full eldhastighet under flygning utan att störa planets flygegenskaper. Vapnets träffsäkert var mycket god med hög precision upp till 2 kilometer.
Vapnet går ibland under modellbeteckningen m/45 istället för m/47. Detta beror troligen på att vapnet ursprungligen planerades att betecknas m/45. (Se historia)

## Historia

### Utveckling
I februari 1944 fick SAAB reda på att det kunde bli aktuellt att utrusta deras torpedflygplan T 18D (senare under 1944 ombetecknad som T 18B) med en 57 mm kanon som ett alternativ till dess torped. Vid denna tidpunkt hade Bofors redan fått i uppdrag att utveckla denna kanon av flygvapnet. 
Då en konventionell automatkanon i kaliber 57 mm projekterades ha för hög rekyl valde Bofors att försöka skapa en kanon som fungerade enligt bakblåsprincipen (med andra ord ett helautomatiskt granatgevär), vilket skulle göra vapnet nästintill rekyllöst. Bakblåsprincipen var ett relativt nytt koncept och hade vid denna tidpunkt aldrig testats för ett helautomatiskt vapen i något känt land. Som kuriosa kan nämnas att Nazityskland kom att börja projektera en rekylfri flygplanautomatkanon under början av 1945, benämnd 5,5 cm maschinenkanone 115, men den kom aldrig förbi prototypstadiet på grund av andra världskrigets slut. Det är okänt ifall Bofors konstruktion hade någon koppling till denna tyska konstruktion.
Prototypen för Bofors rekylfria vapen var redo för utprovning redan juni 1944 och markskjuttest utfördes i en havererad Saab 18 samma månad (möjligen B 18A nummer 18101). Det är okänt hur vapnet integrerades i flygplanet men troligen monterades båda i ställning på marken för att slippa bygga om planet. Skjutförsöken visade att vapnets bakblås (tryckvågorna) gav så stora skador på planet att pjäsen inte kunde installeras på ett säkert sätt. Bofors erbjöd då att utveckla en ny kanon som använde konventionell ammunition.
Utvecklingen av den nya kanonen tog lång tid. År 1946 pågick provskjutningar hos Bofors och den 26 september samma år ska pjäsen ha uppnått en eldhastighet av 180 till 190 skott per minut.

### Utprovning

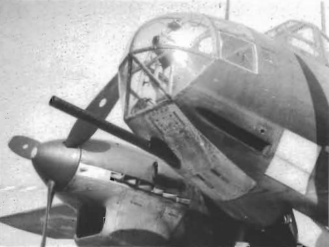
T 18B-prototyp med 57 mm akan m/47.

Hösten 1947 var den nya pjäsen redo för tjänsteutprovning och tillgavs typbeteckningen m/47. Skjutning i provbock på marken gav mycket goda resultat och i januari 1948 utfördes de första omfattande skjuttesterna i luften. Dessa utfördes av F 17 Kallinge i Kiruna, då installerad i T 18B-prototypen. T 18B hade då redan gått i tjänst som ett konventionellt bomb och attackflygplan då den visade sig vara för snabb för torpedfällning.
I luften gav 57 mm akan m/47 mycket goda resultat. Vapnets spridning var mycket liten och den kraftiga rekyldämparen gjorde att full eldgivning knappt påverkade planets stabilitet, vilket i sin tur gjorde det mycket lätt att hålla siktlinjen. Vapnets eldhastighet var extremt hög för sin kaliber, hela 180 till 190 skott per minut (3 skott per sekund) I jämförelse hade Bofors 40 mm luftvärnsautomatkanon L/60 enbart en eldhastighet av 120 skott per minut. Detta gav vapnet ofattbart bra verkan i och med den stora volymen materiel som sköts mot mål varje sekund.

### I flygvapnet
I tjänst var vapnet problematiskt att träna med då dess höga eldhastighet och kraftiga projektiler hade för hög verkan mot övningsmål. Under eldövning flög T 18B ofta i kolonn och fick varsin tur att skjuta mot mål, vilket ledde till att de första planen sköt sönder övningsmålet innan de sista flygplanen fick en chans att skjuta mot det. En gång tillhandahöll flottan några utrangerade pansarbåtar som övningsmål men även dessa sköts snabbt sönder.
När T 18B utgick ur den svenska krigsorganisationen så återköpte Bofors samtliga 57 mm pjäser. Deras vidare öde är okänt.

## Teknisk beskrivning

### Mekanism

Funktionsexempel av fallande kil

57 mm akan m/47 bygger till stor del på samma funktionsprincip som Bofors klassiska automatpjäser: 20 mm luftvärnsautomatkanon L/70, 25 mm luftvärnsautomatkanon L/64 och 40 mm luftvärnsautomatkanon L/60 etc, och är därför i teknisk mening ingen äkta automatkanon. Tekniskt kan vapnet beskrivas som en trekvartsautomatisk (3/4 automatisk) kanon kompletterad med laddautomat. Vapnet laddar, avfyrar och tömmer patronläget själv men matning av ammunition sker via laddautomaten. Dock är vapnet funktionellt en automatkanon eftersom laddautomaten är integrerad i vapnets mantel och tillåter automateld. Slutstycket arbetar enligt principen fallande kil och manövreras av en kamkurva i vapnets mantel.
Trots likheterna med Bofors andra automatpjäser så skiljer sig 57 mm akan m/47 från dem i flera delfunktioner. Till exempel kastas tomhylsorna ut från en utmatningsport på mantelns vänstra framsida, till skillnad från resterande vapen som kastar tomhylsorna från en port på mantelns baksida.
Vapnet var elektropneumatiskt avfyrat, även kallat tryckluftsavfyrning, och kunde vid potentiellt eldavbrott omhakas från förarkabin.

### Magasin

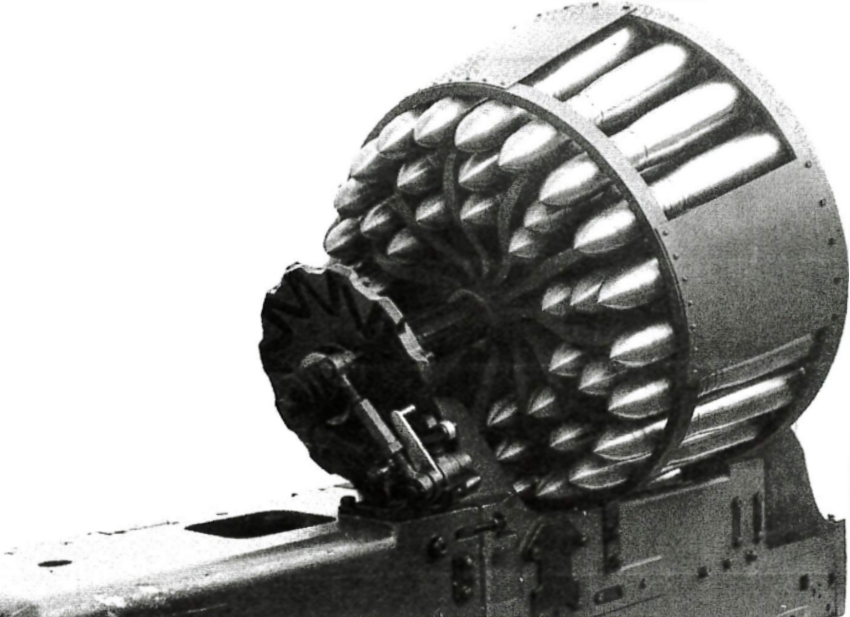
57 mm akan m/47 magasin

57 mm akan m/47 matades av ett fast integrerat trummagasin på vapnets ovansida. Vapnet höll 41 patroner totalt, 40 i magasinet och en i matningsrännan. Dock går det flera historier om att vapnet flögs med en patron i laddad i patronläget för att öka vapnets ammunitionskapacitet, då antagligen till 42 patroner.[källa behövs]
Till skillnad från traditionella trummagasin var trummagasinet på 57 mm akan m/47 ej utformad med en patronrad, utan istället var trumman uppbyggd av patronfack riktade mot trummans center. Vardera fack höll ett antal lösa patroner vilka matades via gravitation. När ett fack hamnade i läge för matning föll patronerna ner i vapnet på rad. Samma magasinprincip användes även på Bofors 20 mm lvakan L/70.

### Installation i flygplan T 18B
57 mm akan m/47 kunde installeras i T 18B:s bombrum på under 2 timmar. Detta krävde att ett extrastöd monterades inuti bombrummets framkant och att främre instigningslucka på planet byts ut.
Två typer av instigningsluckor fanns till T 18B. En stor lucka som monterades vid bomblast, och en liten en som monterades vid akanlast. Luckan för akanlast var mindre för att tillåta 57 mm akan att sticka ut ur planets nos höger om luckan. När den mindre luckan var monterad fick planets spanare ej följa med, eftersom den mindre luckan gjorde det svårt för spanaren att säkert lämna planet vid nödutsprång.
Inuti bombrummet monterades vapnet ett halvt kvartsvarv (cirka 45° grader) åt vänster på längdaxeln för att tillåta det höga trummagasinet att få plats under det låga taket. På vapnets högra bakände sitter ett snett uppåtvinklat fäste vilket fästs i bombrummets tak. På vapnets främre mantel sitter ett fäste för det tidigare nämnda extrastöd i bombrummets framkant. Eldröret dras genom ett hål i bombrummets främre vägg, igenom noskabinen, och ut genom ett hål i planets nos bredvid den främre instigningsluckan. Mynningsbromsen monteras utanför planet.

## Ammunition (57 × 230 mm R)

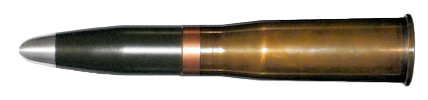
57 mm skarp patron m/47 försedd med spränggranat m/47. Patronen är en replik, varför projektilen är omålad.

57 mm akan m/47 var konstruerad för den unika patronen "57 × 230 mm R" (57 mm kaliber, 230 mm hylslängd, randpatrontyp), i svensk tjänst betecknad 57 mm skarp patron m/47, vilken utvecklades specifikt för 57 mm akan m/47. Hylsan var flasknackad och försedd med vanlig hylsfläns utan rilla, en så kallad "randpatron" (engelska: rimmed cartridge), därav suffixet "R " (för rand/rimmed). Basens diameter, inkluderande flänsen, var 80 mm.

### Bekräftade ammunitionstyper
- 57 mm skarppatron m/47 pansarprojektil m/47 (57 mm sk ptr m/47 pprj m/47)

Aerodynamisk pansarprojektil med flat botten. Ihålig med ballistisk hätta.
Målning: Svart.
- 57 mm skarppatron m/47 spränggranat m/47 (57 mm sk ptr m/47 sgr m/47)

Aerodynamisk spränggranat med flat botten. Försedd med ögonblickligt högkänsligt spetsanslagsrör m/47 (ö hk sar m/47).
Granaten vägde 2,45 kg och var försedd med en sprängladdning om 240 gram trotyl.
Målning: Grå med ett gult streck.
- 57 mm skarppatron m/47 övningsprojektil m/47 (57 mm sk ptr m/47 övnprj m/47)

Samma konstruktion som pansarprojektilen fast i billig metall.
Målning: Brun.

### Icke bekräftade ammunitionstyper
Förutom de ovan nämnda ammunitionstyperna nämner flera källor andra projektiltyper som inte finns beskrivna i tillgängliga tjänstemanualer.
En originalritning från Bofors visar vapnets patron laddad med en 57 mm spårljuspansargranat m/43 (57 mm slpgr m/43) från en 57 mm pansarvärnskanon m/43. Denna ritning går ihop med tidiga bilder tagna av 57 mm akan m/47 som visar pjäsen laddad med projektiler med samma form som 57 mm slpgr m/43. Det är inte omöjligt att Bofors använde existerande 57 mm projektiler under utvecklingen av vapnet. 
En annan originalritning från Bofors, daterad 13 februari 1951, visar en 2,2 kg tung barlastad 57 mm spränggranat m/47 (för övningsändamål), men denna saknas i tillgängliga ammunitionskataloger.
Flyghistorisk revy nummer 31: SAAB 18 nämner att det ska ha funnits flera typer av spränggranater och även en mingranat. Sprängladdningarna i spränggranaterna sägs ha varit 180 till 250 gram, medan mingranaten ska ha haft en sprängladdning om 500 gram. Några sådana projektiler finns dock ej listade i ”Flygvapnets Eldvapenammunition 1948, ändringar 1949”, samt ”Flygvapnets Eldvapenammunition 1957, ändringar 1958”.

#### Tjänstemateriel
- (på Svenska) (Manual) Beskrivning över 57 mm akan m/47, fastställd 1949. Kungliga flygförvaltningen. Läst 21 januari 2021
- (på Svenska) (Manual) Speciell förarinstruktion för fpl T 18 B, fastställd 1949, ändringar nr 5 (1953-12-09). Kungliga flygförvaltningen. Läst 21 januari 2021
- (på Svenska) (Katalog) Reservdelskatalog för T 18B. Svenska Aeroplan Aktiebolaget. Läst 21 januari 2021
- (på Svenska) (Manual) Flygvapnets Eldvapenammunition 1948, ändringar 1949. Kungliga flygförvaltningen. Läst 21 januari 2021
- (på Svenska) (Manual) Flygvapnets Eldvapenammunition 1957, ändringar 1958. Kungliga flygförvaltningen. Läst 21 januari 2021

#### Böcker
- Thorsson, Nils (på Svenska) (Pärm). Historik och kartläggning av vapenmateriel för flygplan. Läst 21 januari 2021
- Grupprojekt (på Svenska) (Bok). Flyghistorisk revy nummer 31: SAAB 18. Svensk flyghistorisk förening. Läst 21 januari 2021
- Forslund, Mikael (på Svenska) (Bok). Torpedflyget i Sverige. Läst 21 januari 2021

#### Tidsskrifter
- (på Svenska) (Personaltidning) B-Pilen: nummer 1. Bofors AB. 1947. Läst 21 januari 2021
- (på Tyska) (Produktkatalog) Boforswerke produktkatalog. Bofors AB. 1935. Läst 21 januari 2021